# Cirrodistis
Cirrodistis is een geslacht van vlinders van de familie uilen (Noctuidae), uit de onderfamilie Hadeninae.

## Soorten
- C. benedicta Dyar, 1912
- C. noela Druce